# سيات 128
سيات 128 (بالإنجليزية: SEAT 128)‏ هي سيارة من تصنيع شركة سيات.

## مرجع
1. ↑  
"Ultimatecarpage.com -". مؤرشف من الأصل في 2018-07-11. اطلع عليه بتاريخ 2014-03-26.